# Gillingham Football Club 2019-2020
Questa voce raccoglie le informazioni riguardanti il Gillingham Football Club nelle competizioni ufficiali della stagione 2019-2020.

## Rosa
| N. |                             | Ruolo | Calciatore           |
| -- | --------------------------- | ----- | -------------------- |
| 1  | Irlanda (bandiera)          | P     | Jack Bonham          |
| 2  | Irlanda del Nord (bandiera) | D     | Lee Hodson           |
| 3  | Irlanda (bandiera)          | D     | Bradley Garmston     |
| 4  | Inghilterra (bandiera)      | C     | Stuart O'Keefe       |
| 5  | Germania (bandiera)         | D     | Max Ehmer (capitano) |
| 6  | Inghilterra (bandiera)      | D     | Connor Ogilvie       |
| 7  | Inghilterra (bandiera)      | A     | Brandon Hanlan       |
| 8  | Inghilterra (bandiera)      | C     | Matty Willock        |
| 9  | Francia (bandiera)          | A     | Mikael Mandron       |
| 10 | Inghilterra (bandiera)      | C     | Mikael Ndjoli        |
| 11 | Inghilterra (bandiera)      | C     | Regan Charles-Cook   |
| 12 | Inghilterra (bandiera)      | D     | Barry Fuller         |

| N. |                        | Ruolo | Calciatore      |
| -- | ---------------------- | ----- | --------------- |
| 14 | Inghilterra (bandiera) | D     | Alfie Jones     |
| 16 | Mali (bandiera)        | C     | Ousseynou Cissé |
| 18 | Irlanda (bandiera)     | C     | Mark Byrne      |
| 19 | Giamaica (bandiera)    | C     | Mark Marshall   |
| 21 | Inghilterra (bandiera) | P     | Joe Walsh       |
| 22 | Inghilterra (bandiera) | C     | Olly Lee        |
| 23 | Scozia (bandiera)      | A     | Alex Jakubiak   |
| 24 | Irlanda (bandiera)     | C     | Thomas O'Connor |
| 26 | Inghilterra (bandiera) | C     | Henry Woods     |
| 27 | Inghilterra (bandiera) | D     | Jack Tucker     |
| 35 | Inghilterra (bandiera) | C     | Miquel Scarlett |
|    | Inghilterra (bandiera) | C     | Ben Pringle     |